# Consell Internacional d'Arxius
El Consell Internacional d'Arxius (CIA) o en anglès International Council on Archives (ICA), és un organisme internacional de caràcter no governamental que promou l'ús, el desenvolupament i la conservació del patrimoni arxivístic mundial, objectius que assoleix mitjançant la cooperació dels seus membres en un marc de col·laboració amb la UNESCO, juntament amb la qual fomenta l'estudi intel·lectual de tots els aspectes de l'activitat arxivística, el desenvolupament de les institucions arxivístiques i la millora de l'accés als fons continguts en arxius.

## Història
Els orígens de la cooperació internacional en el camp de l'arxivística es remunten el 1910, any en què es va celebrar el primer Congrés Internacional d'Arxivers i Bibliotecaris, motivat, entre d'altres, pels problemes derivats de la gestió i conservació dels documents d'arxiu, i que va donar lloc a la creació d'una Comissió Permanent per tal d'examinar aquests temes. La primera guerra mundial (1914-1918), però, va interrompre el treball d'aquest òrgan, de manera que la col·laboració internacional no es va reprendre fins al 1922, any en què es va fundar un Comitè per la Cooperació Intel·lectual, que fou secundat per un Comitè Tècnic d'Arxivers (1931). Els primers resultats d'aquest nou esperit corporatiu (la concepció d'un vocabulari arxivístic que mai va veure la llum, o la creació d'una guia internacional d'arxius, entre d'altres) no van tenir continuïtat, per culpa de les tensions internacionals dels anys trenta, que acabarien conduint a la segona guerra mundial (1939-1945). Els estralls d'aquest conflicte, que va provocar la pèrdua de molts fons d'arxius, van posar de manifest la necessitat de renovar la cooperació internacional en matèria d'arxius. A instàncies dels Estats Units, la Primera Conferència General de la Unesco va recomanar la creació d'una organització supranacional d'arxivers (1946), i el juny de 1948, en una reunió celebrada a París en què van participar experts de vuit països, es va fundar el Consell Internacional d'Arxius, sota la presidència de Charles Samaran. El 1950, en una assemblea constituent, membres de trenta-tres països van aprovar els estatuts del nou organisme, que es va vincular a la UNESCO, dins la qual té categoria d'estatus consultiu, i que va establir la seva seu a París, a les dependències de l'Arxiu Nacional de França. D'aleshores ençà, el CIA s'ha anat consolidant com l'organisme de referència mundial en el camp de l'arxivística, i el seu treball ha tingut resultats molt positius, entre els quals destaquen l'elaboració de cent dotze estudis en el marc del programa RAMP (Records and Archives Management Program) per afavorir el desenvolupament dels arxius, o l'execució d'un ambiciós programa de publicacions, que inclou un diccionari de terminologia arxivística, els estàndards internacionals de descripció arxivística (ISAD(G), ISAAR(CPF), ISDF i ISDIAH), i les guies dels fons d'arxius de diversos països.

## Membres
El Consell Internacional d'Arxius reuneix, persones o col·lectius, que pertanyen a una de les següents categories: A (arxius nacionals), B-1 (associacions nacionals d'arxivers professionals), B-2 (associacions internacionals d'arxivers professionals), C (institucions orientades al camp de l'arxivística) i D (membres a títol individual). Al final de l'any 2008, el CIA superava els 1400 membres (1200 institucions arxivístiques i més de 200 professionals), de més de 190 països.

## Estructura
L'estructura i el funcionament del CIA es regeixen per la Constitució aprovada l'any 2007 al Canadà, que en bona part va ratificar els estatuts vigents fins aleshores. L'òrgan principal de govern és l'Assemblea General, formada pels membres i els delegats de les institucions que pertanyen al CIA, sumats als integrants de l'equip de govern del mateix organisme. L'Assemblea es reuneix anualment, i té la funció, entre d'altres, d'aprovar els càrrecs electes, acceptar l'ingrés de nous membres i la formació de noves seccions i branques regionals, i de modificar els estatuts interns. L'Assemblea també té potestat per convocar eleccions bianuals per escollir el president del CIA, els diversos vice-presidents de l'organisme i els membres del CITRA (Conférence Internationale de la Table Ronde des Archives), i per escollir, cada quatre anys, el vicepresident del CITRA i altres càrrecs interns. El segon gran organ del CIA és el Comitè Executiu, que està format per una Comissió Administrativa, els presidents de les branques regionals, i els membres de les seccions que tenen representants en un mínim de tres de les quatre zones geogràfiques que conformen el CIA (Àfrica i els països àrabs, Àsia i Oceania, Europa i Amèrica del Nord i Amèrica Llatina i el Carib). El Consell Executiu és el responsable d'elegir alguns càrrecs interns, entre ells el de Secretari General i els membres del patronat del FIDA (Found for International Archival Development), i s'encarrega d'executar la política i els programes aprovats per la institució. L'últim òrgan principal en l'organigrama del CIA és el Secretari General, el titular de la qual té potestat per a coordinar l'organisme i representar-lo.

## Programa
La planificació i gestió dels programes del CIA s'examina en el Congrés Internacional d'Arxius, que se celebra cada quatre anys, i en la Conferència Internacional de la Taula Rodona d'Arxius (CITRA), que es convoca anualment per tal de debatre temes d'interès professional. Paral·lelament, per a discutir temes concrets en matèria d'arxius, funcionen els comitès, que s'encarreguen de gestionar polítiques puntuals auspiciades per la institució, així com les branques regionals, estructurades geogràficament, i les seccions, definides per la matèria de què s'ocupen. El 2008 hi havia 13 branques (ALA, a l'Amèrica Llatina, ARBICA, als països àrabs, CARBICA, als països del Carib, CENARBICA, als països Centroafricans, EASTICA, als països de l'est asiàtic, ESARBICA, als països de l'est i sud d'África, EURASICA, als països euroasiàtics, EURBICA, als països europeus, NAANICA, a l'Amèrica del Nord, PARBICA, als països del Pacífic, SARBICA, als països del sud-est asiàtic, SWARBICA, als països del sud-est asiàtic, i la WARBICA, als països de l'oest de África), i 13 seccions (secció d'Educació i Formació (SAE), secció d'Arxius d'Arquitectura (SAR), secció dels Arxius del Món del Treball i d'Empresa (SBL), secció dels Arxivers d'Organitzacions Internacionals (SIO), secció dels Arxius Eclesiàstics i de Comunitats Confessionals (SKR), secció d'Arxius Municipals (SMA), secció d'Associacions Professionals d'Arxivers i Gestors de Documents (SPA), secció d'Arxius de Parlaments i de Partits Polítics (SPP), secció d'Arxius d'Universitats i d'Institucions d'Investigació (SUV), secció d'Arxius Notarials (SAN), secció d'Arxius de l'Esport (SPO), secció Provisional de Sigilografia (SSG), i la secció Provisional d'Arxius de Literatura (SLA)).
Tradicionalment, el CIA ha treballat en quatre grans programes: el general, que s'ocupava d'organitzar projectes i activitats d'interès general per al conjunt d'arxivers professionals, el de desenvolupament, que tenia com a objectiu promoure la ciència arxivística i la preservació dels fons d'arxiu en els països en vies de desenvolupament, l'europeu, que pretenia ajudar els països de l'Europa de l'Est a gestionar els canvis que s'havien produït després de la caiguda del mur de Berlín, i el professional, que aglutinava els projectes de les branques i les seccions del Consell. En l'actualitat, però, el CIA treballa en el desenvolupament de nous programes, més relacionats amb les problemàtiques i reptes d'aquests últims anys. N'és una bona mostra la reunió anual de Kuala Lumpur del 2008, on el CIA va consensuar una declaració en què va establir la direcció estratègica que seguiria l'organisme en els propers deu anys, basada en estratègies tradicionals, però també en polítiques més novedosoes (centrades, per exemple, en la gestió dels documents electrònics o en la formació dels professionals en l'ús i el domini de les noves tecnologies).
En l'execució dels programes del CIA cal destacar l'aportació del FIDA, que fou creat el 1975 per tal de finançar projectes concrets en zones en vies de desenvolupament, i que en l'actualitat continua rebent fons assigats pel Comitè Executiu, que destina a un mínim de tres partides diferents cada any.
Amb independència de les repercussions materials dels seus programes, el CIA s'ha convertit, amb el pas del temps, en el referent teòric fonamental de la ciència arxivística. La seva filosofia es pot observar en seves publicacions, especialment en les revistes Arxivum i Janus, que a partir del 2001 es van fusionar en la revista Comma, i en la resta de les seves publicacions, que mostren que, en l'actualitat, el CIA és l'organització capdavantera del panorama arxivístic internacional.

## Participació catalana al CIA
Tradicionalment, els arxivers catalans s'han implicat activament en la política i les activitats del CIA. N'és una bona mostra la seva participació en el darrer Congrés de Kuala Lumpur, en el qual Catalunya va estar representada en cinc seccions: en la secció d'Educació i Formació, on va treballar Remei Perpinyà (professora de l'Escola Superior d'Arxivística i Gestió de Documents), en la secció d'Arxius d'Esport, on va participar Fina Solà (responsable de Gestió Documental de la Diputació de Barcelona), en la secció d'Arxius d'Associacions, en què va intervenir Joan Boades (vocal de relacions internacionals de l'Associació d'Arxivers de Catalunya i cap del Servei de Gestió Documental, Arxius i Publicacions de l'Ajuntament de Girona), en la secció d'Arxius Notarials, que va incloure a Pere Puig (director de l'Arxiu del Comarcal del Vallès Occidental) i Enric Cobo (coordinador general d'arxius a la Subdirecció General d'Arxius i Gestió Documental), i en la secció d'Arxius d'Arquitectura, on va treballar, juntament amb l'esmentat Enric Cobo, Montserrat Cervera (del Col·legi d'Arquitectes de Catalunya). La notable participació d'arxivers catalans en aquest congrés demostra que, en aquests últims anys, la comunitat arxivística catalana s'esforça per deixar la seva empremta en el CIA, i per contribuir a millorar les condicions del panorama arxivístic arreu del món.